# Aéroport Leo Wattimena
Pour les articles homonymes, voir Oti.
L'aéroport Leo Wattimena (code IATA : OTI, code OACI : WAMR) est un aéroport de l'Indonésie à Morotai, Moluques du Nord.

## Desserte
La compagnie Wings Air dessert l'aéroport,.